# Rośliny miododajne
Rośliny miododajne – rośliny zaliczane do roślin pszczelarskich lub roślin pożytkowych – rośliny o kwiatach barwnych i wonnych, kwitnące długo i obficie, które dostarczają pszczołom surowca do produkcji miodu – nektaru (rośliny nektarodajne) lub rośliny, na których liściach i pędach wytwarzany jest inny surowiec do produkcji miodu – spadź (rośliny spadziodajne). Do roślin pszczelarskich (pożytkowych) zalicza się również rośliny pyłkodajne, nie są one jednak zaliczane do roślin miododajnych ani do nektarodajnych. Pyłek kwiatowy pozyskiwany przez pszczoły z tych roślin jest dla nich składnikiem pokarmowym. 

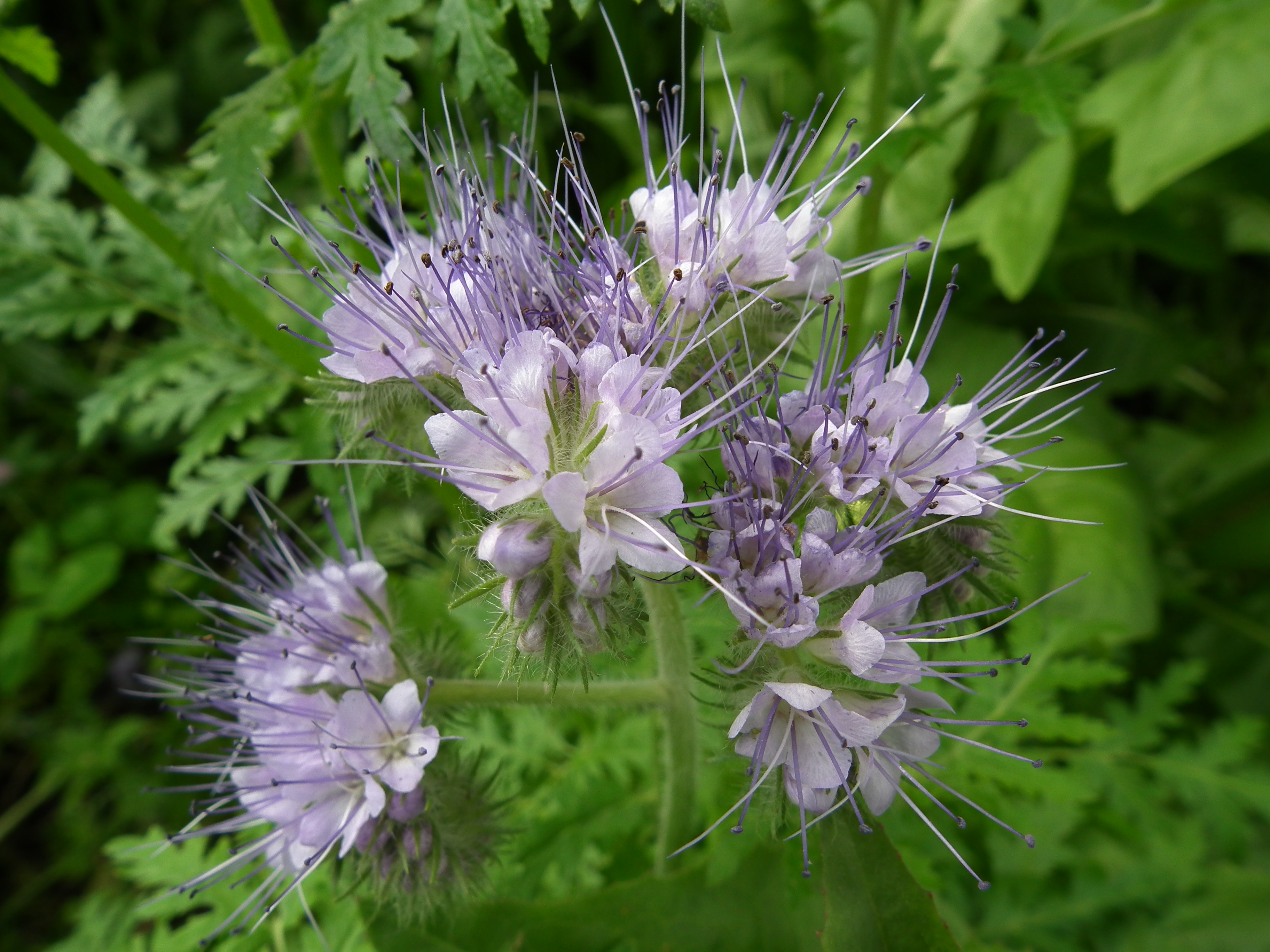
Jedną z najlepszych roślin miododajnych jest facelia błękitna

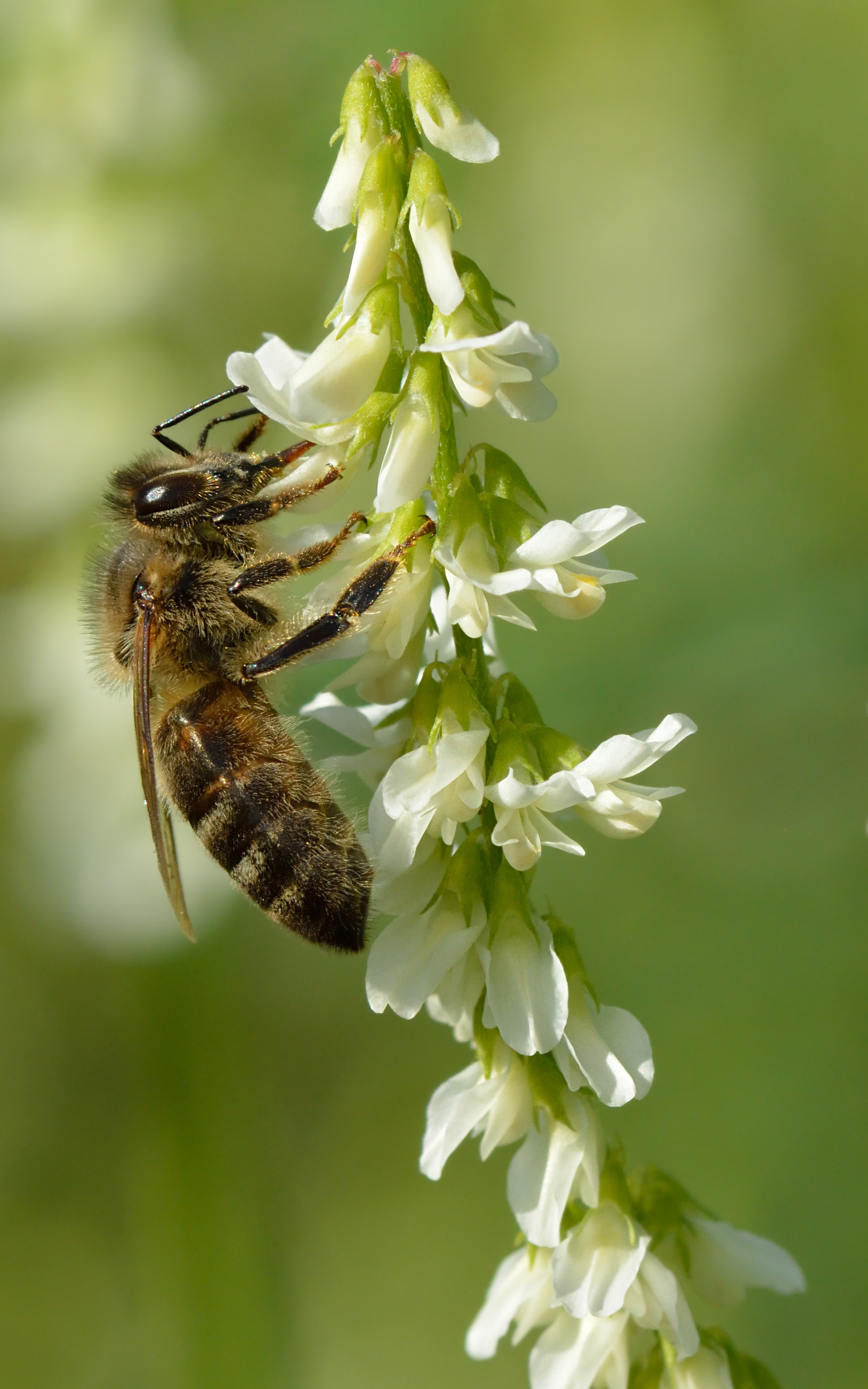
Nostrzyk biały (Melilotus albus)

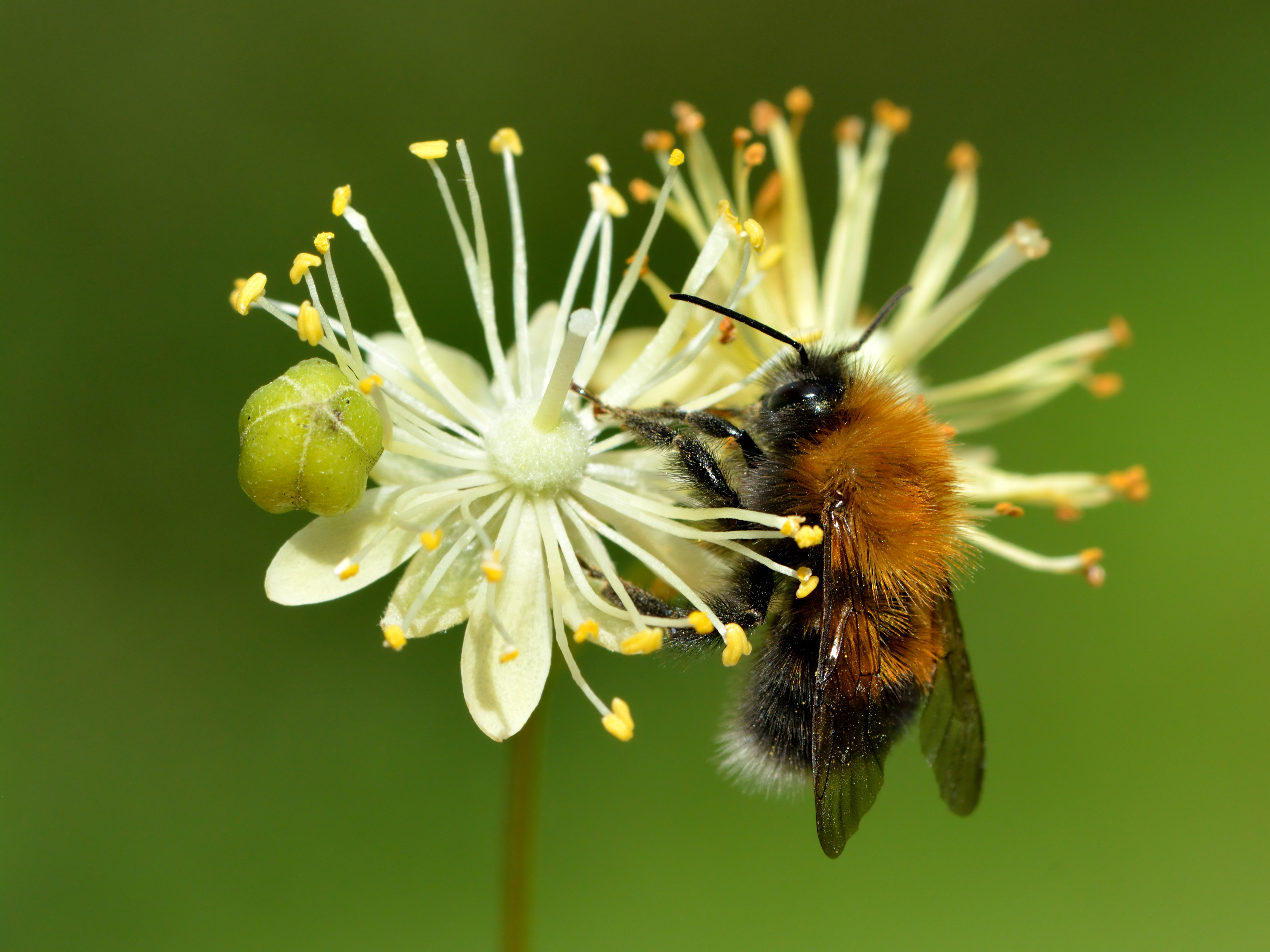
Lipa drobnolistna (Tilia cordata)

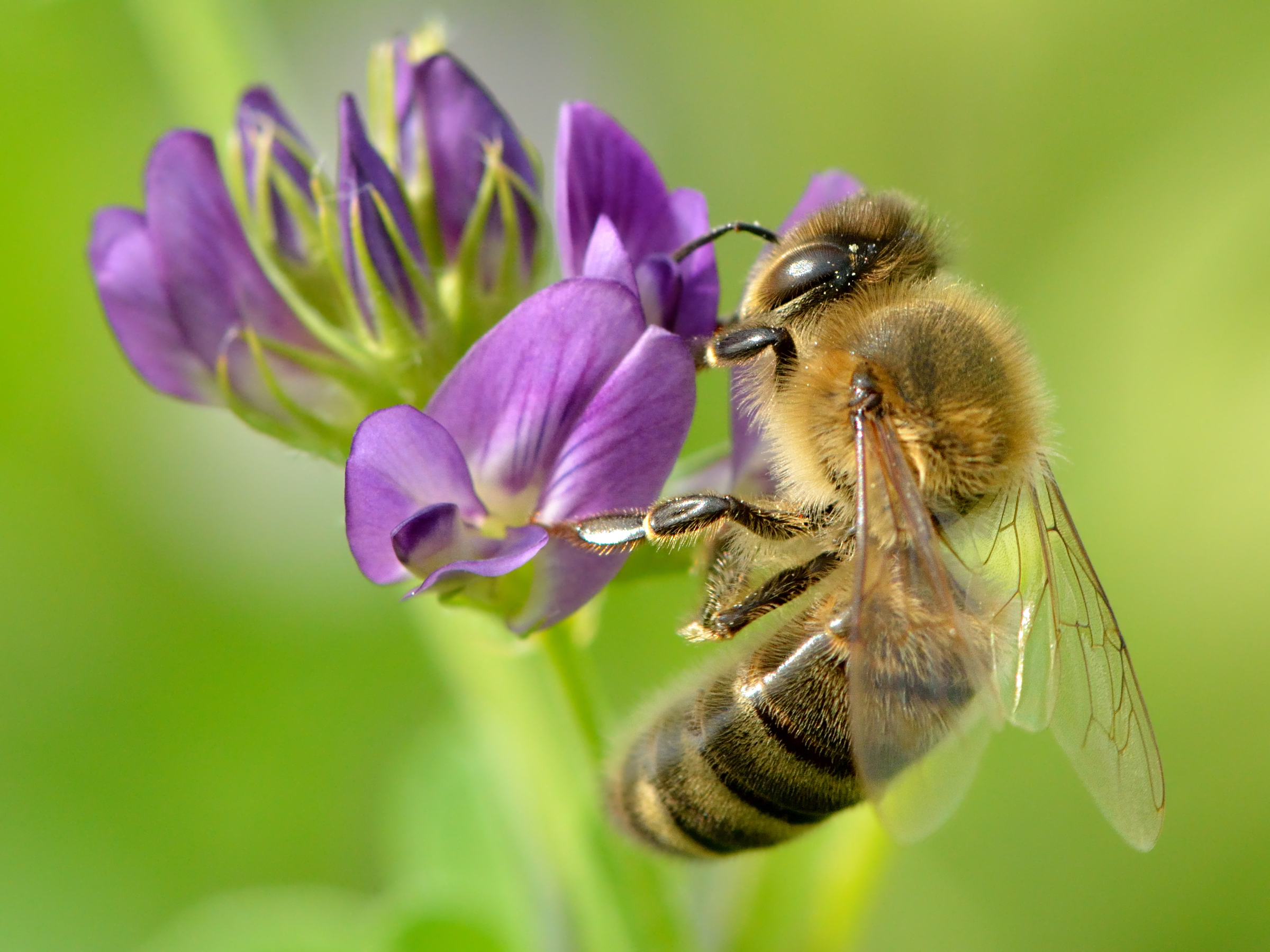
Lucerna siewna (Medicago sativa)

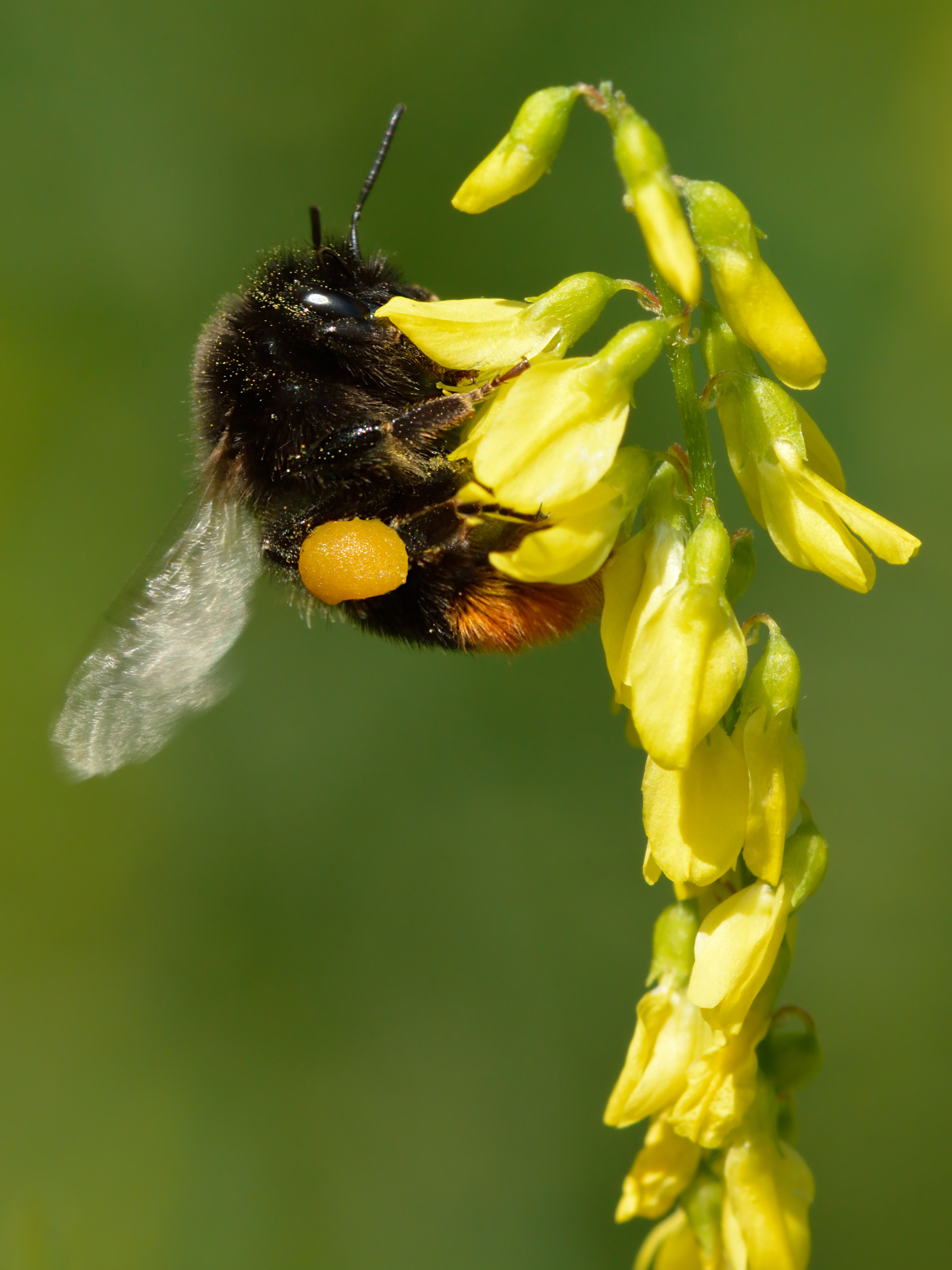
Nostrzyk żółty (Melilotus officinalis)

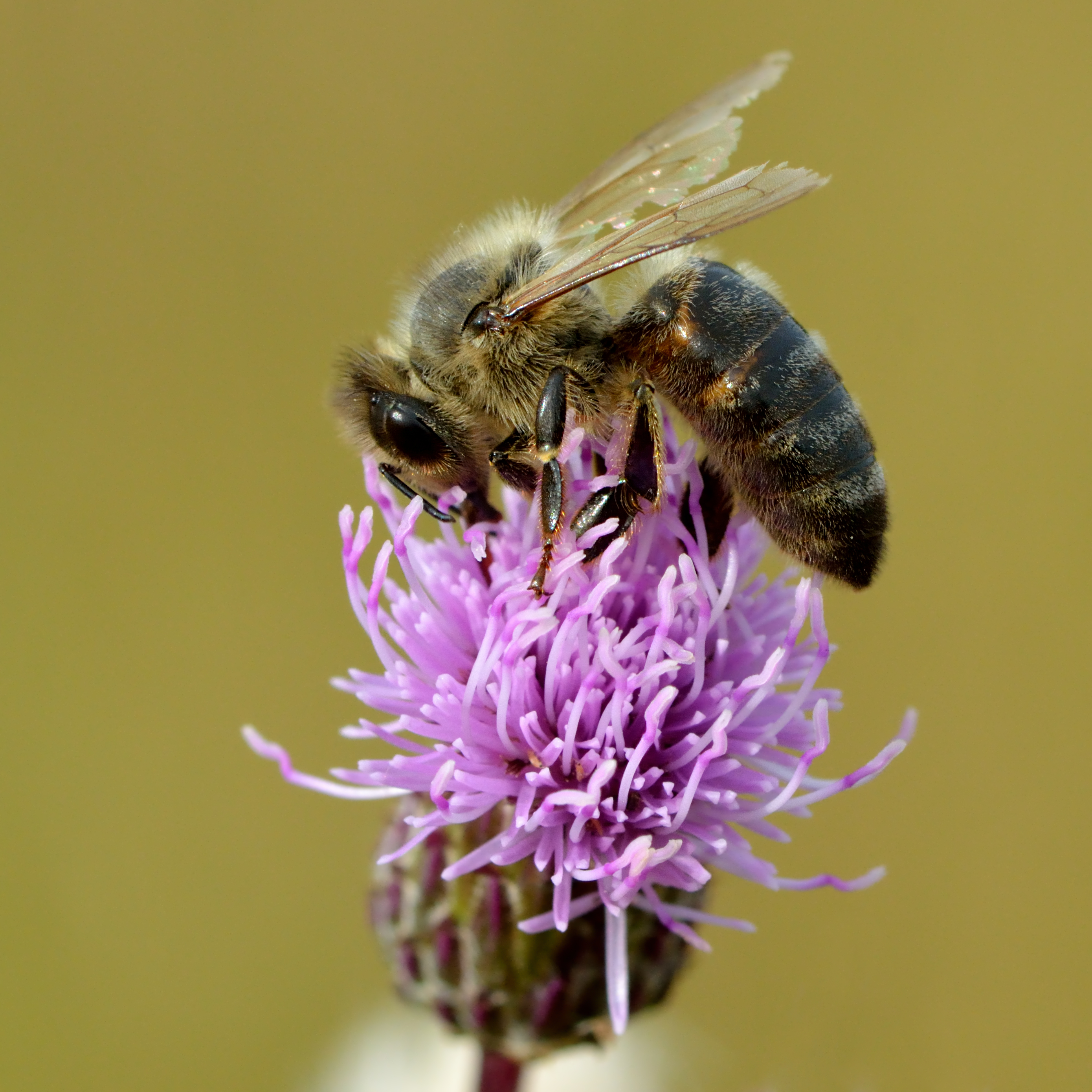
Ostrożeń polny (Cirsium arvense)

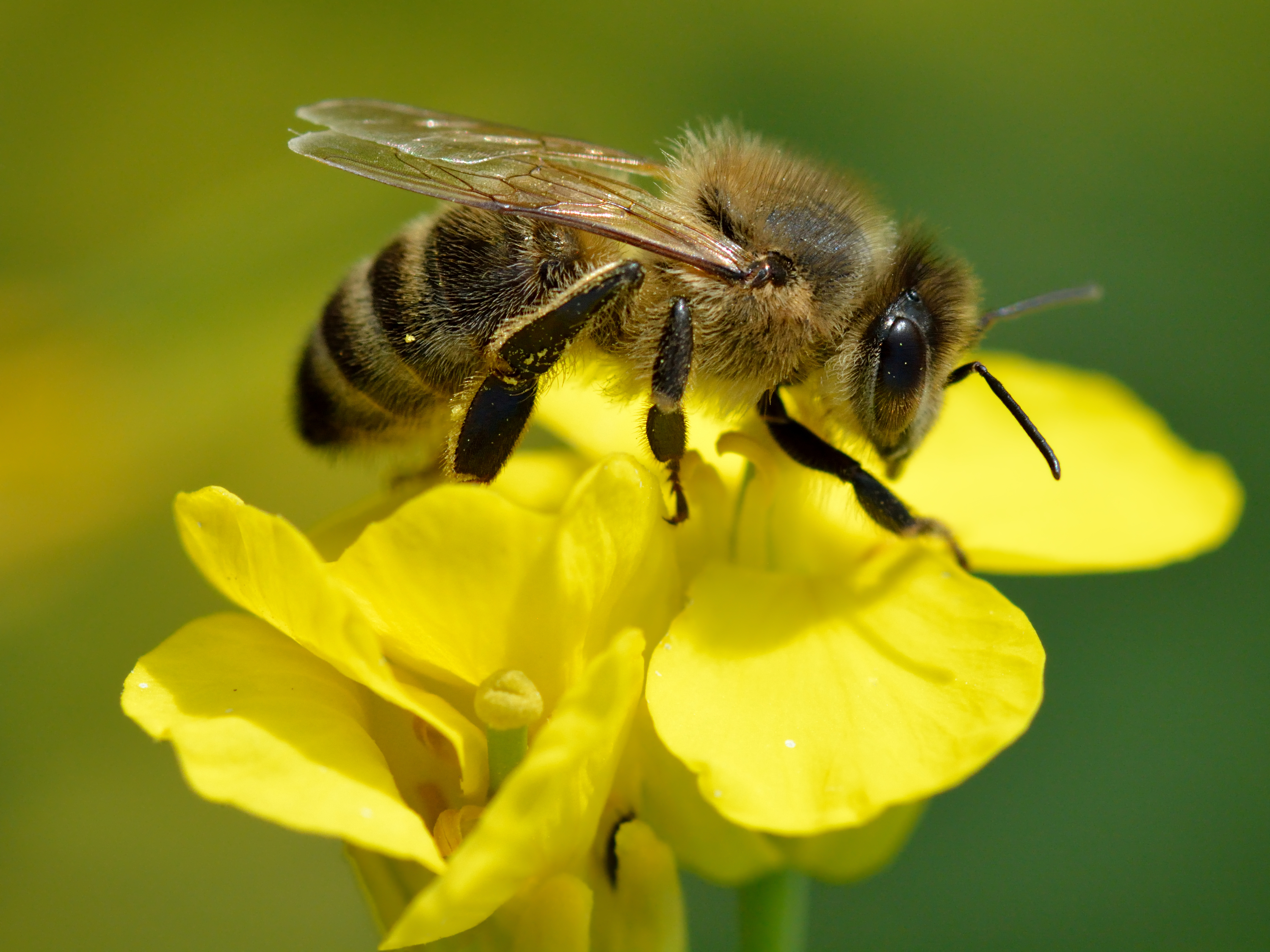
Kapusta rzepak (Brassica napus)

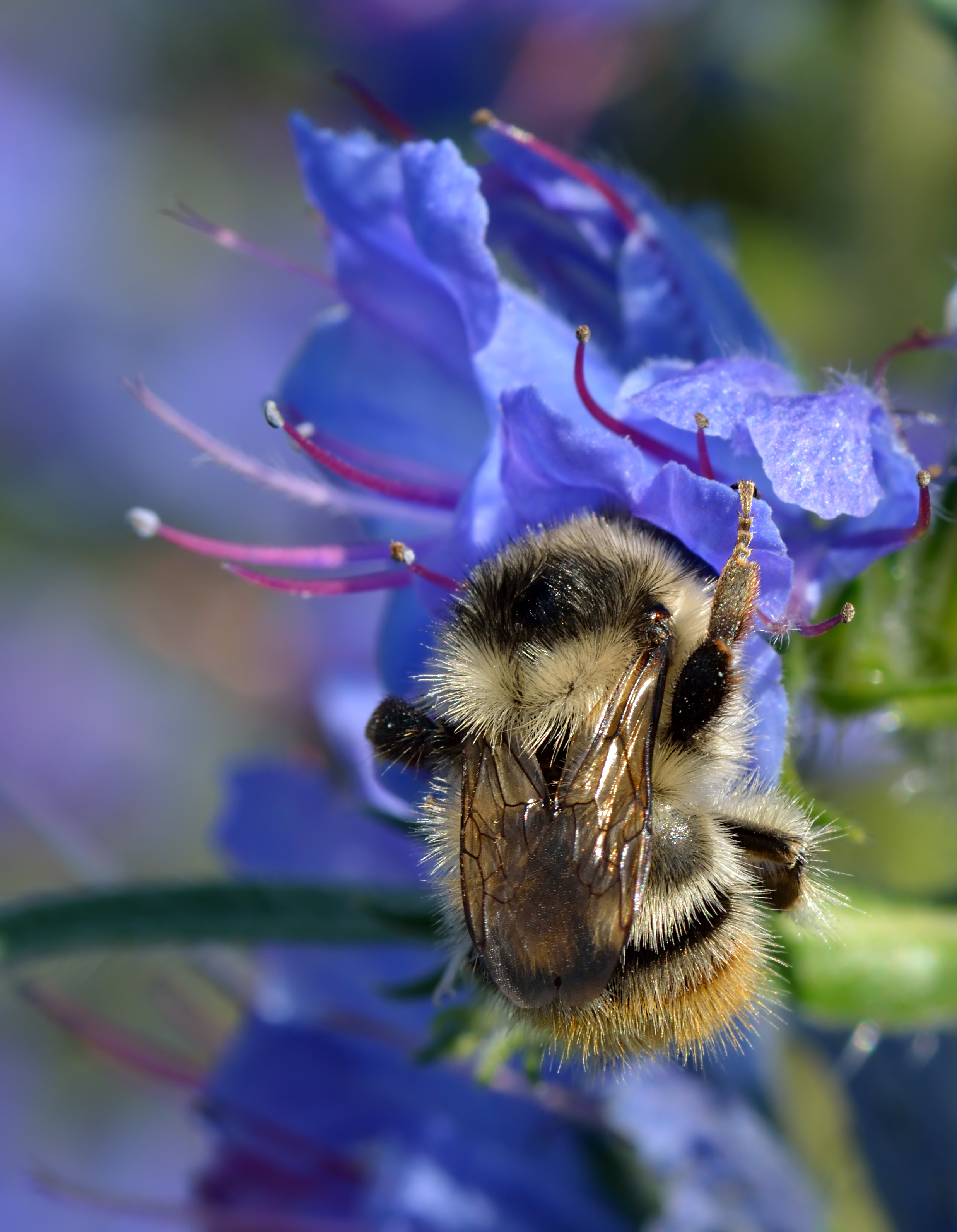
Żmijowiec zwyczajny (Echium vulgare)

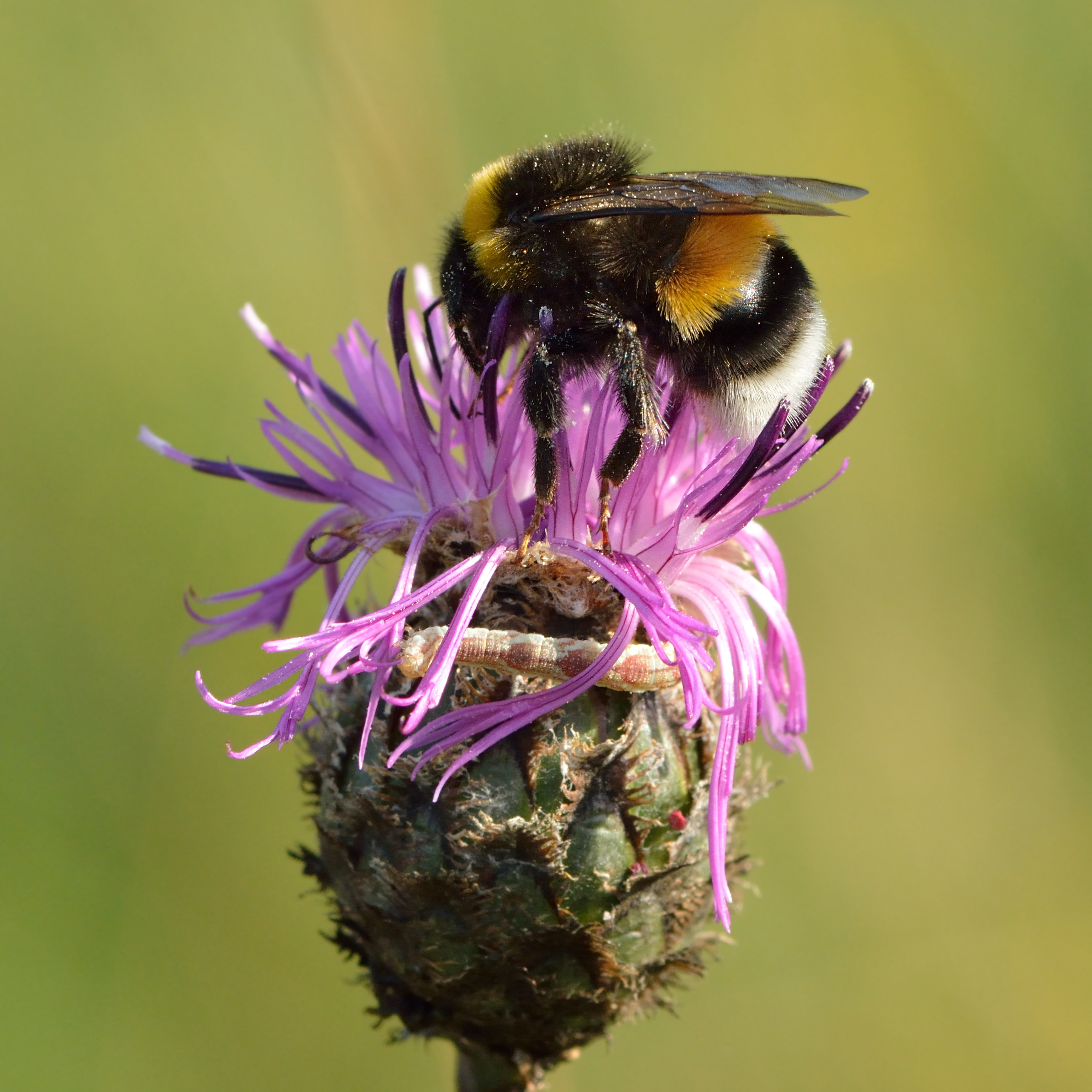
Chaber driakiewnik (Centaurea scabiosa)

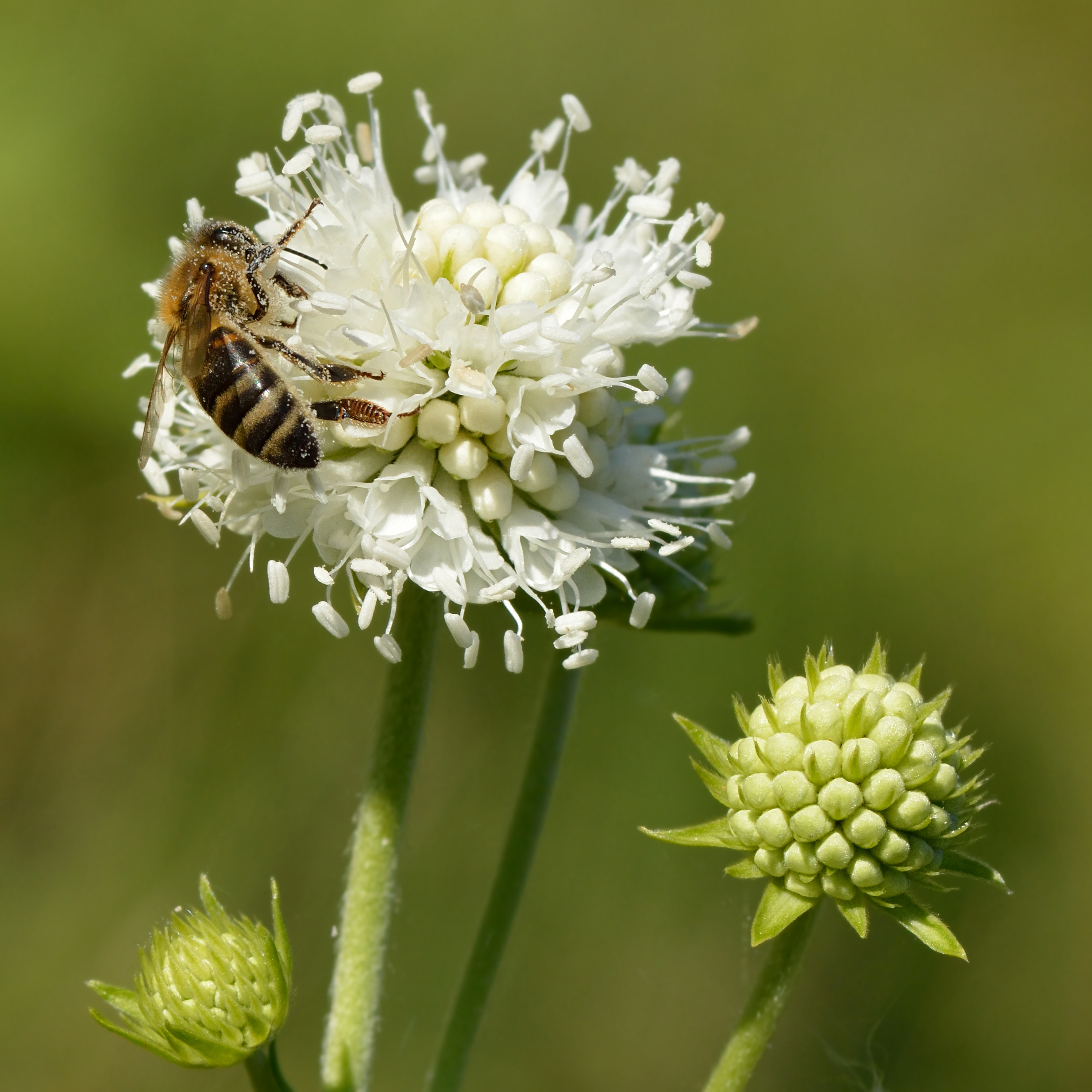
Czarcikęs łąkowy (Succisa pratensis)

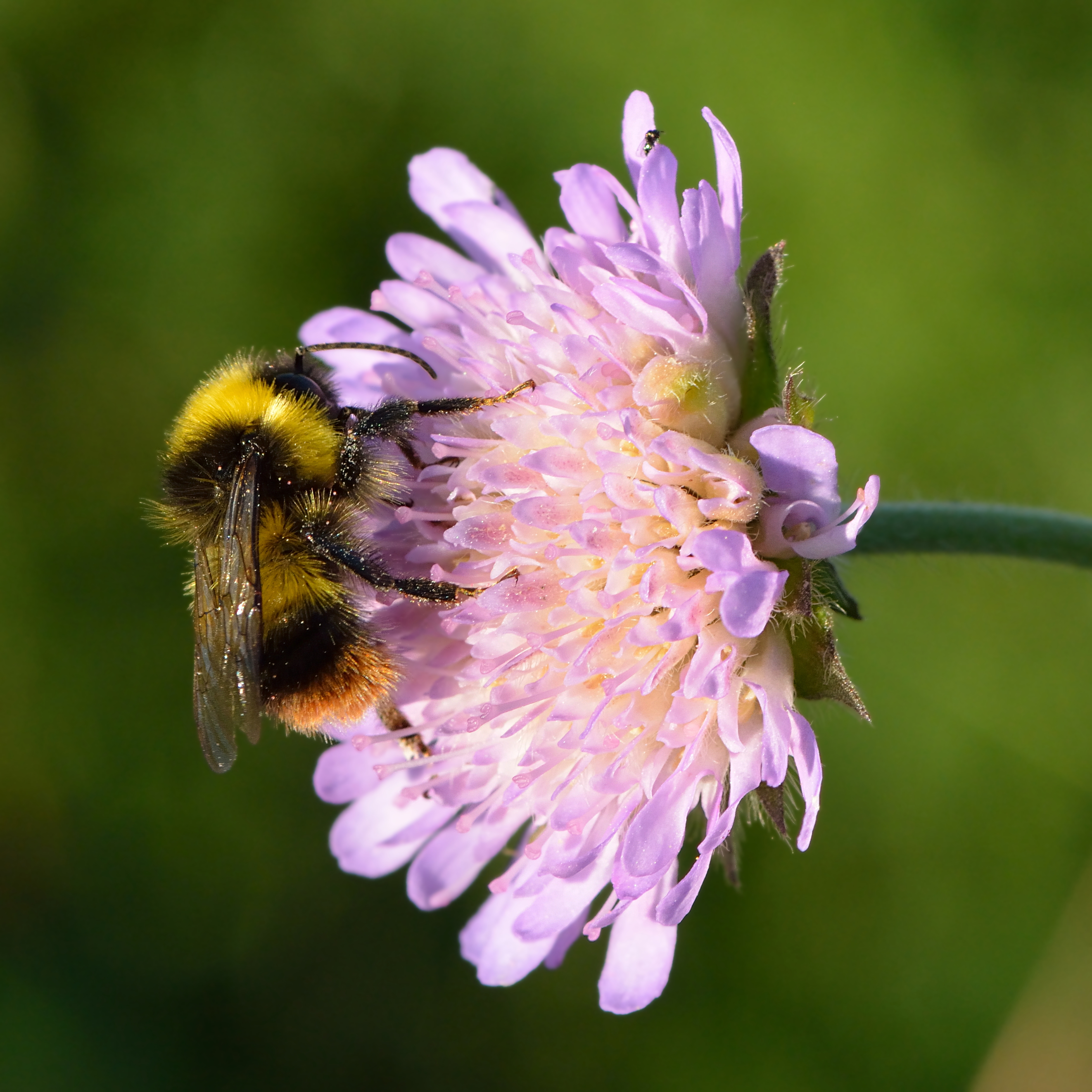
Świerzbnica polna (Knautia arvensis)

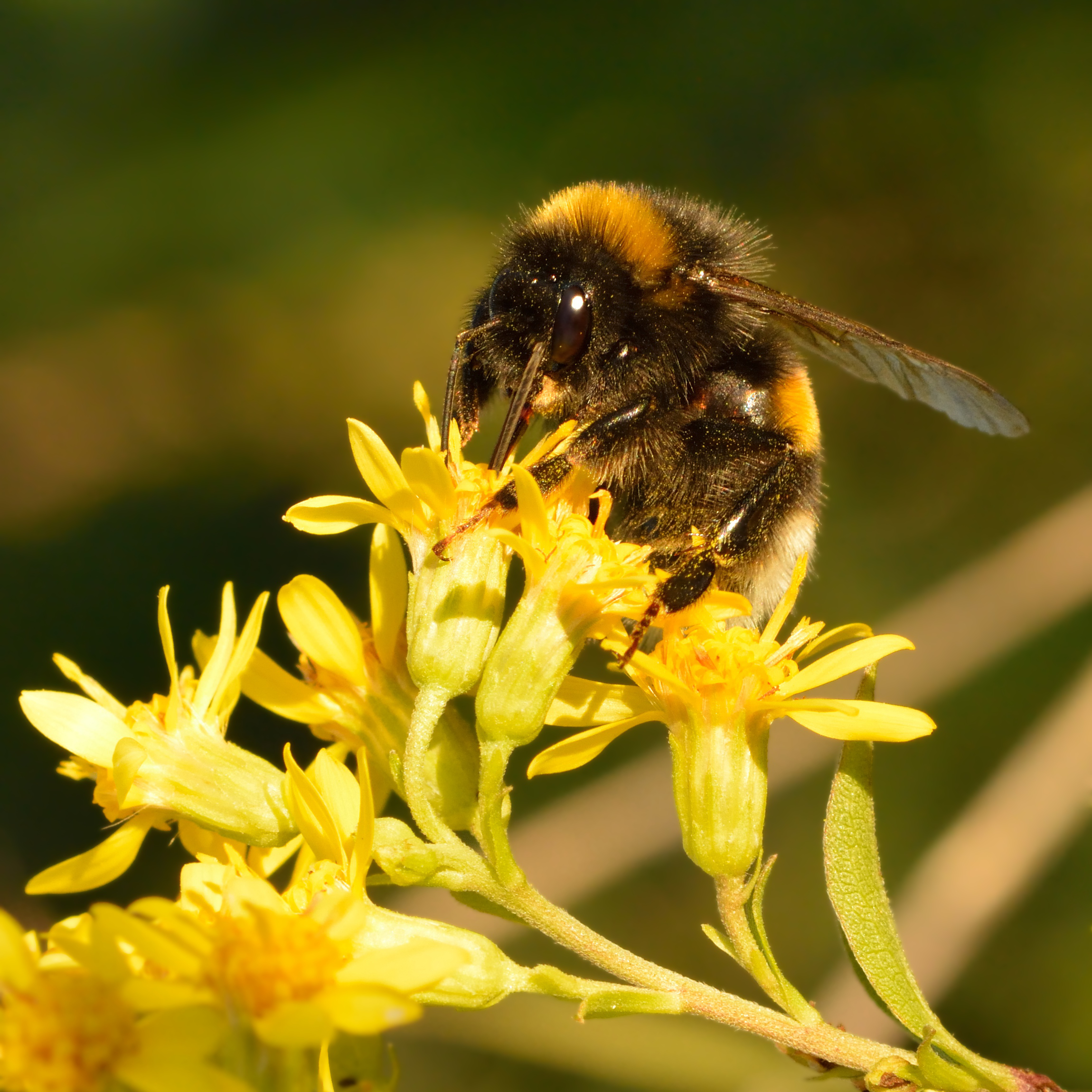
Nawłoć pospolita (Solidago virgaurea)

Niektóre gatunki roślin miododajnych obcego pochodzenia bardzo łatwo dziczeją z upraw i określane są jako gatunki inwazyjne (np. nawłoć kanadyjska, nawłoć późna, rdestowce, robinia akacjowa, klon jesionolistny), stanowiące zagrożenie dla środowiska przyrodniczego z powodu wypierania rodzimych gatunków roślin i innych oddziaływań. Dlatego zaleca się odstąpienie od ich uprawy, szczególnie na terenach cennych przyrodniczo. Paradoksalnie, pomimo dużej produkcji nektaru, niektóre z nich wypierając gatunki rodzime i powodując przerwanie taśmy pokarmowej wpływają negatywnie na różnorodność gatunkową i liczebność dzikich zapylaczy (np. pszczół samotnic i motyli).

## Rośliny miododajne w Polsce

### Drzewa
- jarząb pospolity (Sorbus aucuparia) wydajność miodowa 20 kg/ha, pyłkowa 50 kg/ha
- ewodia hupejska (Tetradium daniellii) wydajność miodowa 260 kg/ha
- surmia, katalpa (Catalpa)
- kasztanowiec zwyczajny (Aesculus hippocastanus) wydajność miodowa ok. 50 kg/ha, pyłkowa 25 kg/ha
- klon jawor (Acer pseudoplatanus) wydajność miodowa 50 kg/ha
- klon polny (Acer campestre) wydajność miodowa ok. 50 kg/ha
- klon pospolity (Acer platanoides) wydajność miodowa 100 kg/ha
- lipa drobnolistna (Tilia cordata) wydajność miodowa ok. 200 kg/ha, pyłkowa 35 kg/ha
- lipa szerokolistna (Tilia platyphyllos) wydajność miodowa ok. 200 kg/ha, pyłkowa 35 kg/ha
- lipa krymska (Tilia euchlora)
- lipa węgierska (Tilia tomentosa)
- robinia akacjowa (Robinia pseudoacacia) wydajność miodowa ok. 65 kg/ha, pyłkowa ok. 15 kg/ha
- wierzba (Salix) wydajność miodowa ok. 30 kg/ha, pyłkowa do 45 kg/ha
- śliwa domowa (Prunus domestica) wydajność miodowa ok. 30 kg/ha, pyłkowa do 15 kg/ha

### Krzewy
- berberys (Berberis)
- czeremcha zwyczajna (Prunus padus) wydajność miodowa do 40 kg/ha
- głóg dwuszyjkowy (Crataegus oxyacantha)
- głóg jednoszyjkowy (Crataegus monogyna)
- kłokoczka południowa (Staphylea pinnata)
- kruszyna pospolita (Rhamnus frangula) wydajność miodowa 80 kg/ha
- ligustr pospolity (Ligstrum vulgare) 20 kg/ha
- malina właściwa (Rubus idaeus)
- porzeczka czarna (Ribes nigrum) wydajność miodowa do 70 kg/ha
- róża (Rosa)
- śnieguliczka biała (Symphoricarpos albus) wydajność miodowa 190 kg/ha

### Pnącza
- bluszcz pospolity (Hedera helix) wydajność miodowa ponad 300 kg/ha
- wiciokrzew pospolity (Lonicera xylosteum) wydajność miodowa ok. 120 kg/ha
- winobluszcz trójklapowy (Parthenocissus tricuspidata)

### Rośliny zielne
- brodawnik jesienny (Leontodon autumnalis)
- chaber bławatek (Centaurea cyanus) wydajność miodowa ponad 300 kg/ha, pyłkowa 60 kg/ha
- chaber driakiewnik (Centaurea scabiosa)
- chaber górski (Centaurea montana)
- chaber łąkowy (Centaurea jacea)
- chaber nadreński (Centaurea rhenana)
- czarcikęs łąkowy (Succisa pratensis)
- czyściec prosty (Stachys recta)
- dąbrówka rozłogowa (Ajuga reptans) wydajność miodowa powyżej 100 kg/ha
- dyptam jesionolistny (Dictamnus albus) wydajność miodowa 150-200 kg/ha[3]
- dziurawiec zwyczajny (Hypericum perforatum) – tylko pyłkodajny
- facelia błękitna (Phacelia tanacaetifolia) wydajność miodowa 183-502 kg/ha[4]
- farbownik lekarski (Anchusa officinalis)
- gajowiec żółty (Galeobdolon luteum)
- głowienka pospolita (Prunella vulgaris) wydajność miodowa ok. 170 kg/ha
- gorczyca biała (Sinapis alba)  wydajność miodowa 22 kg/ha[4]
- gorczyca czarna (Sinapis nigra)
- gorczyca sarepska (Brassica juncea)
- gryka zwyczajna (Fagopyrum sagittatum) wydajność miodowa ok. 115-300 kg/ha, pyłkowa 25 kg/ha[4]
- hyzop lekarski (Hyssopus officinalis) wydajność miodowa do 400 kg/ha
- jasnota biała (Lamium album) wydajność miodowa do 200 kg/ha, pyłkowa ok. 50 kg/ha
- jasnota purpurowa (Lamium purpureum)
- kocimiętka właściwa (Nepeta cataria) wydajność miodowa 146-208 kg/ha[4]
- komonica (Lotus)
- koniczyna biała (Trifolium repens) wydajność miodowa ok. 90-100 kg/ha, pyłkowa 30 kg/ha
- koniczyna białoróżowa (Trifolium hybridum) wydajność miodowa ok. 100 kg/ha, pyłkowa 30 kg/ha
- koniczyna krwistoczerwona (Trifolium incarnatum) wydajność miodowa 140 kg/ha
- krwawnica pospolita (Lythrum salicaria) wydajność miodowa powyżej 200 kg/ha
- lebiodka pospolita (Origanum vulgare) wydajność miodowa ok. 500 kg/ha
- lepiężnik różowy (Petasites hybridus)
- lnica pospolita (Linaria vulgaris)
- lubczyk lekarski wydajność miodowa 428-545 kg/ha
- lucerna (Medicago)
- łubin żółty (Lupinus luteus)
- łyszczec wiechowaty (Gypsophila paniculata) wydajność miodowa powyżej 300 kg/ha
- macierzanka piaskowa (Thymus serpyllum)
- macierzanka zwyczajna (Thymus pulegioides)
- melisa lekarska (Melissa officinalis) wydajność miodowa 32-118 kg/ha[4]
- mięta długolistna (Mentha longifolia) wydajność miodowa 400-600 kg/ha
- mikołajek płaskolistny (Eryngium planum) wydajność miodowa do 700 kg/ha, pyłkowa do 100 kg/ha
- miodownik melisowaty (Melittis melissophyllum)
- miodunka (Pulmonaria) wydajność miodowa do 40 kg/ha
- mniszek lekarski (Taraxacum officinale) wydajność miodowa, do 20 kg/ha, wydajność pyłkowa powyżej 200 kg/ha
- nawłoć kanadyjska (Solidago canadensis)
- nawłoć pospolita (Solidago virgaurea)
- nawłoć późna (Solidago serotina) wydajność miodowa 700-800 kg/ha, pyłkowa 50 kg/ha[5]
- nostrzyk biały (Melilotus albus) wydajność miodowa 300–600 kg/ha, pyłkowa 40-170 kg/ha
- nostrzyk żółty (Melilotus officinalis ) wydajność miodowa ponad 100 kg/ha, pyłkowa 30 kg/ha
- ogórecznik lekarski (Borago officinalis) wydajność miodowa 153-211 kg/ha[4]
- orlik (Aquilegia)
- oset zwisły (Carduus nutans)
- ostrożeń błotny (Cirsium palustre)
- ostrzeń górski (Cynoglossum germanicum)
- ożota zwyczajna (Galatella linosyris)
- pierwiosnek (Primula)
- popłoch pospolity (Onopordum acanthium) wydajność miodowa powyżej 100 kg/ha, pyłkowa 35 kg/ha
- pszczelnik wąskolistny (Dracocephalum ruyschiana)
- pszczelnik mołdawski (Dracocephalum moldavica) wydajność miodowa 231-496 kg/ha[4]
- przegorzan kulisty (Echinopas sphaerocephalus) wydajność miodowa powyżej 500 kg/ha
- przetacznik pagórkowy (Veronica teucrium)
- pysznogłówka purpurowa (Monarda purpurea)
- rdest wężownik (Polygonum bistorta) wydajność miodowa ok. 350 kg/ha, pyłkowa ok. 40 kg/ha
- rezeda żółta (Reseda lutea)
- rezeda żółtawa (Reseda luteola)
- rozchodnik (Sedum)
- ruta zwyczajna (Ruta graveolens) wydajność miodowa 76-400 kg/ha[4]
- rzepak (Brassica napus)
- seradela pastewna (Ornithopus sativus)
- serdecznik syberyjski (Leonorus sibiricus)
- siedmiopalecznik błotny (Comarum palustre)
- sparceta siewna (Onobrychis viciifolia) wydajność miodowa ok. 180 kg/ha, pyłkowa 60 kg/ha
- szafran (Crocus) – pyłkodajny
- szałwia lekarska (Salvia officinalis) wydajność miodowa 190-600 kg/ha[4]
- szałwia łąkowa (Salvia pratensis)
- szałwia okręgowa (Salvia verticillata) wydajność miodowa – 300 kg/ha, pyłkowa 40 kg/ha
- szczeć pospolita (Dipsacus sylvestris) wydajność miodowa ponad 300 kg/ha, pyłkowa 250 kg/ha
- ślaz zaniedbany (Malva neglecta)
- tojad (Aconitum)
- trędownik bulwiasty (Scrophularia nodosa) wydajność miodowa – 700 kg/ha
- wielosił błękitny (Polemonium caeruleum)
- wierzbówka kiprzyca (Chamaenerion angustifolium) wydajność miodowa 200-600 kg/ha
- wyka ptasia (Vicia cracca) i inne gatunki wyk, zwłaszcza płotowa V. sepium i drobnokwiatowa V. hirsuta
- żmijowiec zwyczajny (Echium vulgare) wydajność miodowa do 400 kg/ha, pyłkowa ok. 70 kg/ha
- żywokost lekarski (Symphytum officinale)

## Rośliny miododajne w innych regionach świata
- Region Śródziemnomorski
  - lawenda wąskolistna (Lavandula angustifolia)
- Nowa Zelandia
  - manuka (Leptospermum scoparium)